# Oppenau
Oppenau är en stad i Ortenaukreis i regionen Südlicher Oberrhein i Regierungsbezirk Freiburg i förbundslandet Baden-Württemberg i Tyskland.
Staden ingår i kommunalförbundet Oberes Renchta tillsammans med kommunen Bad Peterstal-Griesbach.